# Billy Sandow
Billy Sandow (ur. 4 września 1884 w Rochester, zm. 15 września 1972 w Portland) – amerykański wrestler i trener. Był menedżerem wrestlingowym Eda Lewisa. Razem z Lewisem i Tootsem Mondtem współtworzył trzyosobową grupę dominujących promotorów wrestlingu w latach 20. XX wieku, która nazywała się Gold Dust Trio.
Urodził się 4 września 1884 w Rochester w stanie Nowy Jork jako Wilhelm Baumann. Używał zamerykanizowanej wersji swojego imienia, czyli William. Ostatecznie zmienił całe swoje imię na swój pseudonim ringowy Billy Sandow. Prowadził obóz treningowy na południu Hartson Point, East Lake Road w mieście Nowy Jork w latach 20. i 30. XX wieku.
Zmarł 15 września 1972 w Portland w stanie Oregon. Został pochowany na portlandzkim cmentarzu Wilhelm's Portland Memorial Mausoleum.